# Cavnic
Cavnic (numit local și Capnic, maghiară Kapnikbánya, germană Kapnik) este un oraș în județul Maramureș, Transilvania, România. Conform recensământului din anul 2023, localitatea avea o populație de 4.264 locuitori.

## Etimologie
Etimologia numelui localității: din magh. Kapolnik (< magh. kápolna „capelă"), de unde Capnic, apoi Cavnic.
După alte teorii, numele derivă de la numele râului, care la rândul său derivă din cuvântul de origine slavă „kopaonik”, care înseamnă „a săpa”. Mineritul în zonă datează din perioada romană.

## Geografie
Orașul Cavnic este situat într-o zonă muntoasă, la poalele munților Gutâi, pe cursul superior al râului Cavnic, la o altitudine între 550 și 1.120 metri, la distanța de 32 km est de municipiul Baia Mare.

## Istorie
Cavnicul a fost pentru prima dată atestat documentar ca sat, în 1336, cu numele de Capnic. După alte surse, prima atestare datează din 1455 (Kapnek).

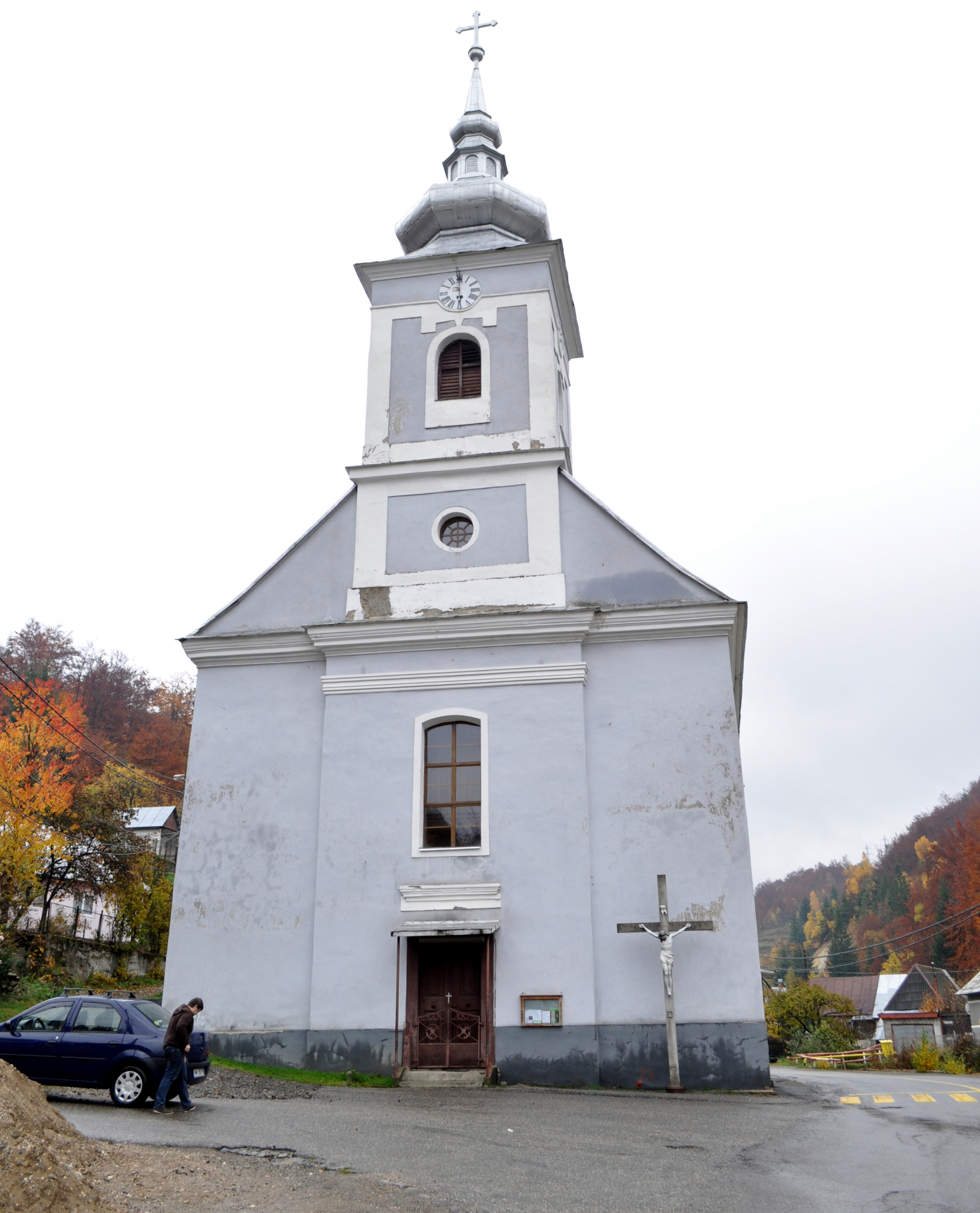
Biserica romano-catolică Sfânta Barbara (monument istoric)

Orașul a fost distrus de otomani în 1460 și de tătari în 1717. Tot în decursul secolului al XVIII-lea orașul a suferit de epidemii de ciumă și holeră. Abia spre sfârșitul secolului a început să se refacă. În 1761 s-a înființat judecătoria minieră locală și în 1763 s-a emis prima concesiune minieră, care deschidea dezvoltarea exploatărilor miniere.
Cavnicul a fost declarat oraș la 17 februarie 1968. În anii '70 s-a dezvoltat într-un ritm accelerat. În 2001 și 2003 s-au amenajat două pârtii de ski, la „Icoana” și "Roata", moteluri, case de oaspeți și un hotel, într-un demers de a dezvolta potențialul turistic al zonei.

## Demografie
Componența etnică a orașului Cavnic
     Români (81,85%)
     Maghiari (7,13%)
     Alte etnii (0,66%)
     Necunoscută (10,37%)
Componența confesională a orașului Cavnic
     Ortodocși (70,83%)
     Romano-catolici (12,59%)
     Penticostali (1,67%)
     Reformați (1,08%)
     Alte religii (3,03%)
     Necunoscută (10,81%)
Conform recensământului efectuat în 2021, populația orașului Cavnic se ridică la 4.264 de locuitori, în scădere față de recensământul anterior din 2011, când fuseseră înregistrați 4.976 de locuitori. Majoritatea locuitorilor sunt români (81,85%), cu o minoritate de maghiari (7,13%), iar pentru 10,37% nu se cunoaște apartenența etnică. Din punct de vedere confesional, majoritatea locuitorilor sunt ortodocși (70,83%), cu minorități de romano-catolici (12,59%), penticostali (1,67%) și reformați (1,08%), iar pentru 10,81% nu se cunoaște apartenența confesională.

## Politică și administrație
Orașul Cavnic este administrat de un primar și un consiliu local compus din 13 consilieri. Primarul, Vladimir Petruț[*], de la Partidul Național Liberal, este în funcție din 2016. Începând cu alegerile locale din 2024, consiliul local are următoarea componență pe partide politice:
|  | Partid                          | Consilieri | Componența Consiliului | Componența Consiliului | Componența Consiliului | Componența Consiliului | Componența Consiliului | Componența Consiliului |
|  | ------------------------------- | ---------- | ---------------------- | ---------------------- | ---------------------- | ---------------------- | ---------------------- | ---------------------- |
|  | Partidul Național Liberal       | 6          |                        |                        |                        |                        |                        |                        |
|  | Uniunea Salvați România         | 4          |                        |                        |                        |                        |                        |                        |
|  | Partidul Social Democrat        | 2          |                        |                        |                        |                        |                        |                        |
|  | Alianța pentru Unirea Românilor | 1          |                        |                        |                        |                        |                        |                        |

### Evoluție istorică
Recensământul maghiar din 1910 consemna o populație de 3.517 locuitori, dintre care 1.864 maghiari, 1.604 români și 49 germani. 1.497 erau declarați romano-catolici, 1.890 greco-catolici și 89 de evrei.
010002000300040005000600070001977199220022011populațiePopulația istorică din Cavnic
Date: Recensăminte sau birourile de statistică - grafică realizată de Wikipedia

## Economie

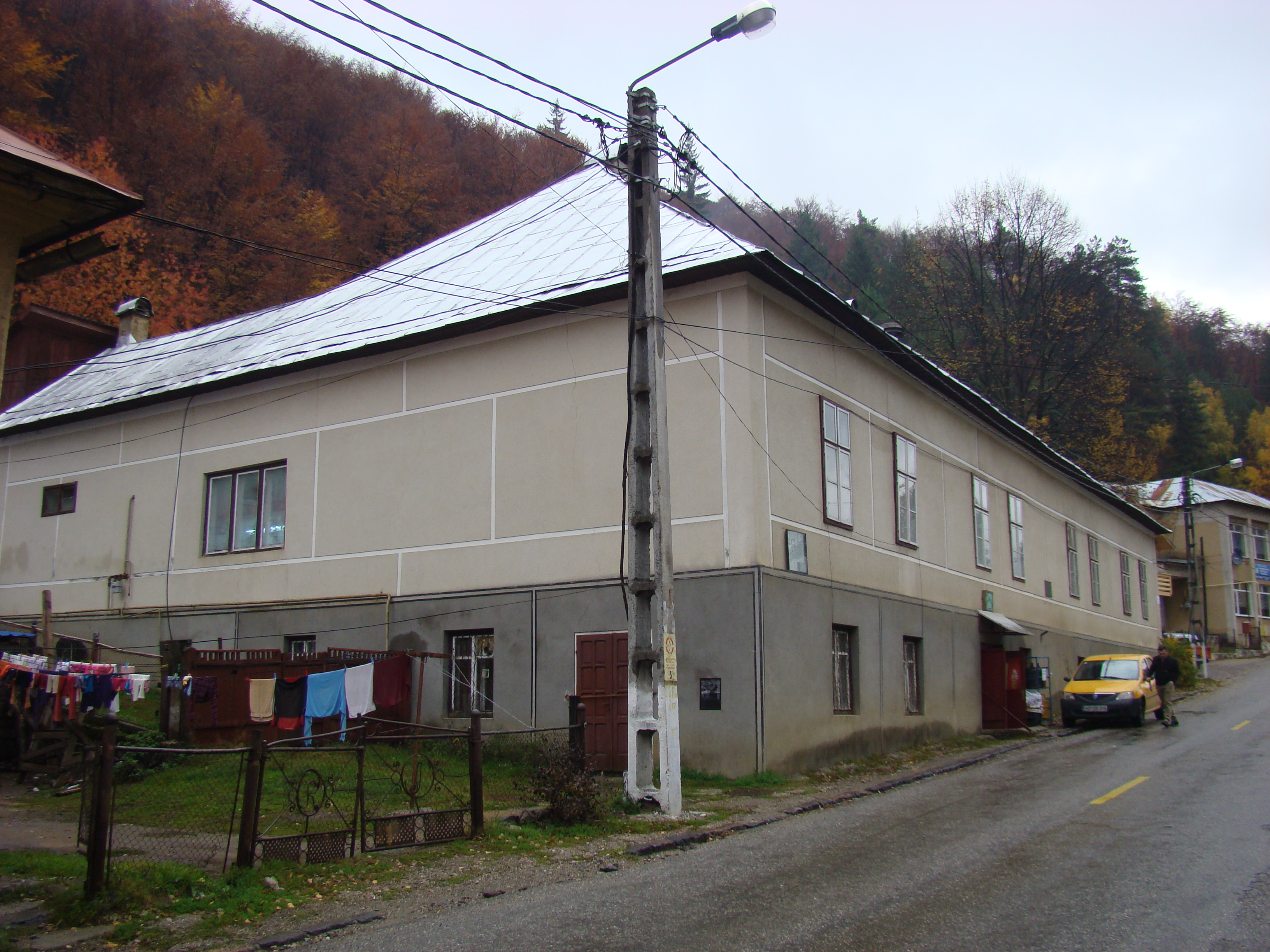
Ansamblul de locuințe pentru mineri și administrația minei Cavnic (Cartier Handal) - monument istoric

Turismul este principalul sector de activitate.
În perioada când mineritul era principalul sector de activitate, aici se exploatau și se prelucrau minereuri complexe cu conținut de aur, argint, plumb, zinc și cupru, mina fiind cea mai mare exploatare de minereuri complexe din Europa. După ce mina s-a închis, mulți localnici au rămas fără un venit stabil și mulți tineri au plecat în străinătate în speranța unui trai mai bun.

## Obiective turistice

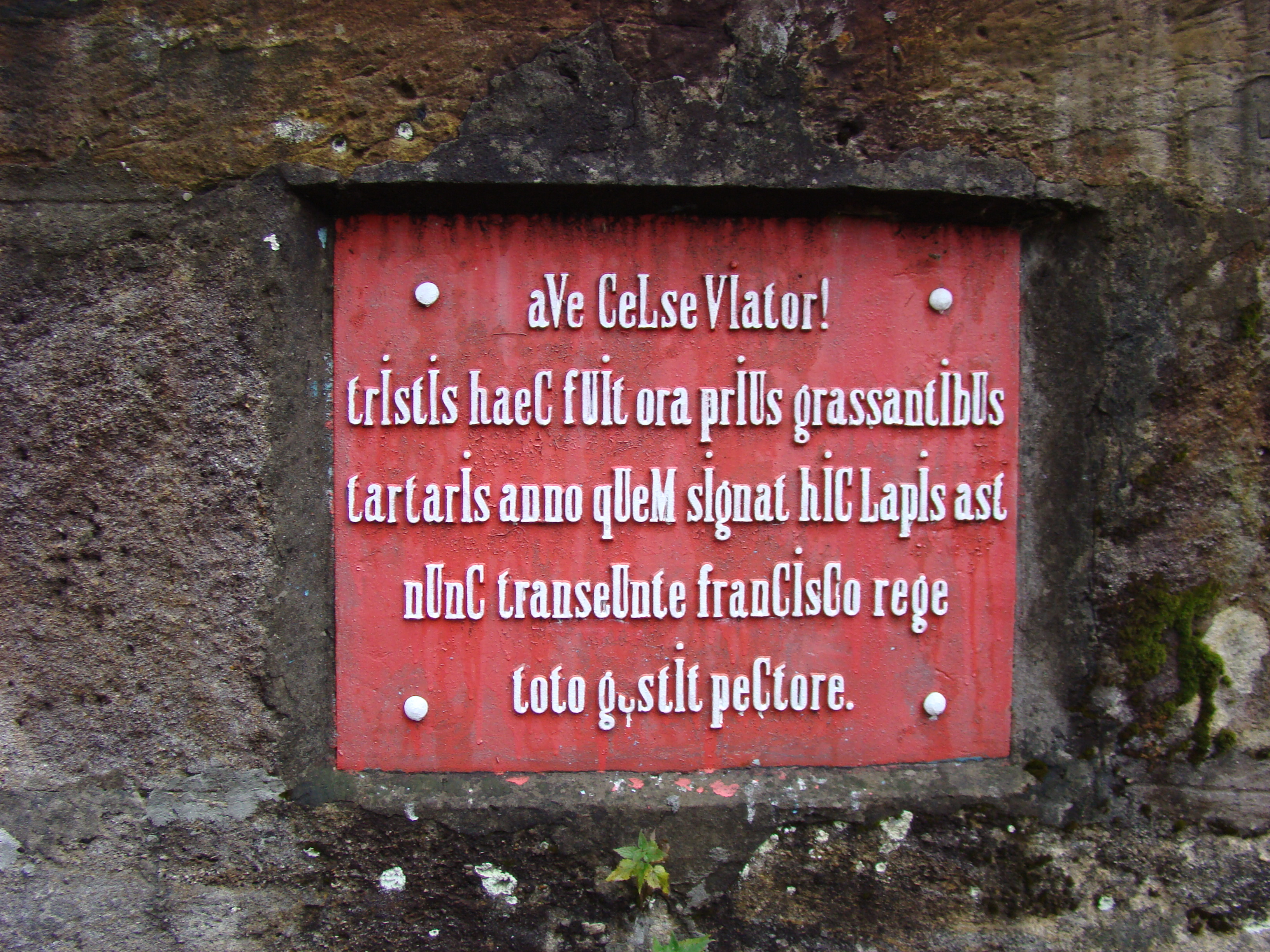
Stâlpul tătarilor: inscripția în limba latină

- Biserica romano-catolică „Sfânta Barbara”, monument din 1812;
- „Stâlpul tătarilor” pe care se află următoarea inscripție latină: Anno 1717 usque hic fuerunt tartaris (În anul 1717 până aici au ajuns tătarii).
- Gutâi - Creasta Cocoșului (sit de importanță comunitară inclus în rețeaua europeană Natura 2000).
- Paltinul secular (Acer pseudoplatanus), înalt de 30 m, cu diametrul trunchiului de 1,32 m.
- „Logolda” - ruinele unei topitorii de aur din secolul XIX.
- Pârtiile de ski „Icoana” și „Roata”.
- Ruinele topitoriei pentru extragerea aurului.

## Personalități

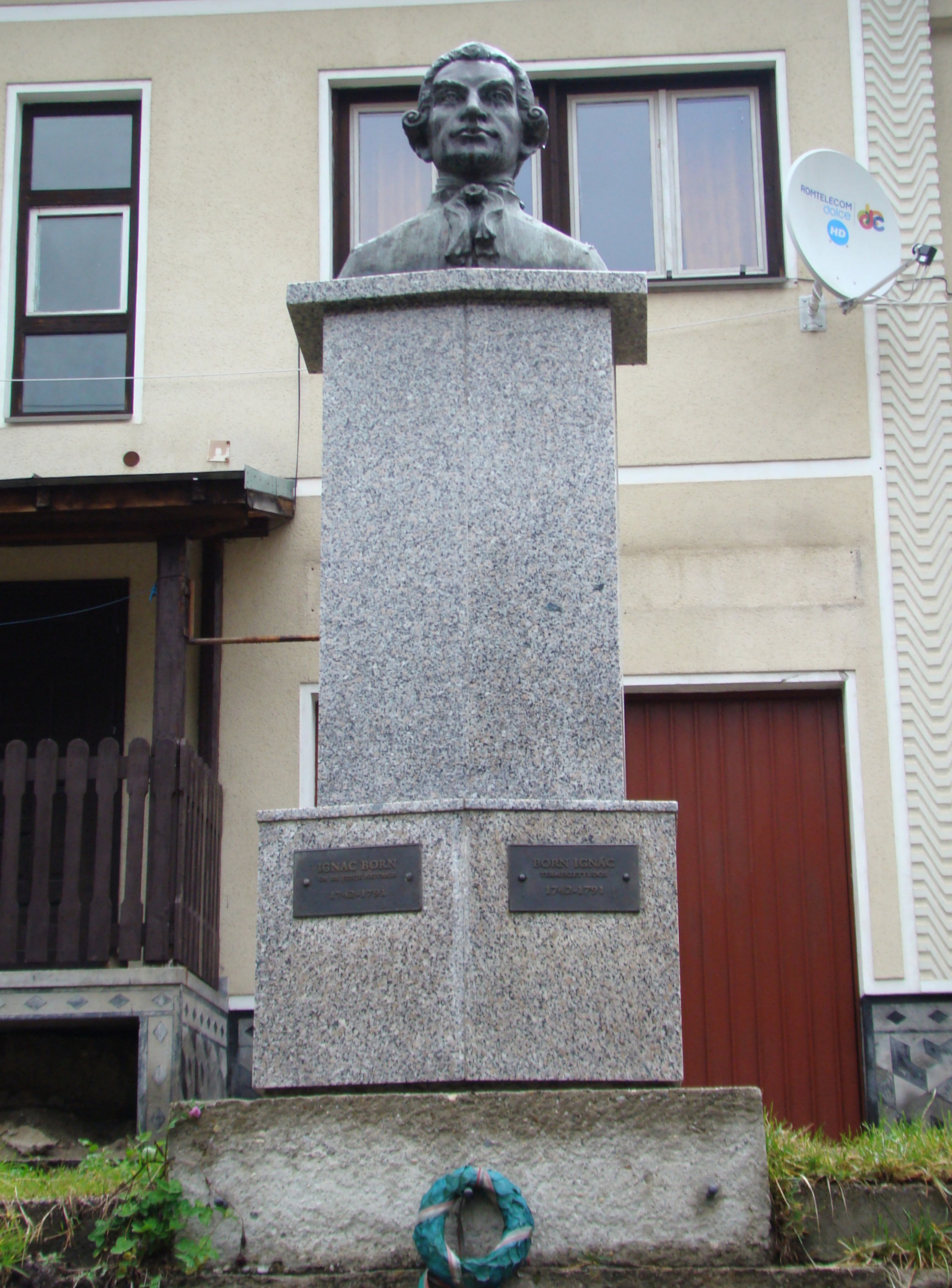
Bustul lui Ignațiu von Born

- Ignațiu von Born (1742-1791), geolog, mineralog, funcționar imperial
- Jenő Jendrassik (1824-1891), medic, membru al Academiei Ungare de Științe;
- György Komoróczy (1909 - 1981), istoric maghiar;
- Antal Krupiczer (1944-2009), sculptor expresionist;
- Petru Moldovan (n. 1942), profesor universitar, membru al Academiei de Științe Tehnice din România, membru al TMS (SUA), decan al Facultății de Stiința si Ingineria Materialelor din Universitatea Politehnică din București, specialist în domeniul metalurgiei neferoase
- Alexandru Gafton (n. 1966), lingvist, filolog.